# Trần Văn Soái
Trần Văn Soái (* 1894; † 1961 nom de guerre: Nam Lua) war eine Führungsfigur der paramilitärischen Einheiten der Hoa Hao, die während des Indochinakriegs die Viet Minh auf Seiten Frankreichs bekämpften. Er stieg aus armen Verhältnissen zum Oberbefehlshaber der Streitkräfte der Glaubensgemeinschaft im Generalsrang auf. Seine Miliz beherrschten Teile des westlichen Mekongdeltas.

## Hintergrund
Tran Van Soai kam aus armen Verhältnissen und war vermutlich Analphabet. Während der Zwischenkriegszeit arbeitete er als Busfahrer und Mechaniker für verschiedene Unternehmen in Cochinchina. Ende der Dreißigerjahre machte er sich mit einer eigenen Firma selbstständig die zwei Buslinien zwischen zwei Provinzen betrieb. 1940 wurde er bei einer tätlichen Auseinandersetzung verletzt und nahm den Glauben der Hoa Hao an.

## Milizenführer der Hoa Hao
Ab 1940 diente Tran Van Soai als einer der Leibwächter des Anführers der Hoa Hao Huỳnh Phú Sổ. Nach der Japanischen Invasion Indochinas diente er in den von Japan installierten Polizeieinheiten, was seinen Handlungsspielraum erheblich erweiterte. Zusammen mit Huynh Phu So trieb er den politischen Einfluss und die militärische Organisation der Hoa-Hao-Bewegung voran. Nach der Niederlage der Japaner wurde er Anführer des militärischen Arms der Bewegung.
Während der Augustrevolution versuchten die Hoa Hao im westlichen Mekongdelta die Anerkennung ihrer politischen Macht durch die Viet Minh zu erreichen und versuchten im September 1945 in der Provinzhauptstadt die Macht an sich zu bringen. Die Hoa-Hao-Milizen waren in Ermangelung von Schusswaffen den Viet Minh unterlegen. Der Aufstand wurde schließlich niedergeschlagen und 450 Militante der Hoa Hao durch die Viet Minh gefangen gesetzt. Huynh Phu So und Tran Van Soai konnten sich dem Zugriff der Viet Minh durch Flucht entziehen. Die Gefangenen kamen im Dezember 1945 nach dem Zusammenbruch der Viet-Minh-Regierung im Zuge des Wiedererstarkens der Kolonialmacht frei.
Nach dem Tod Huynh Phu Sos bei einem Attentat der Viet Minh im Jahre 1947 schloss er am 15. Mai 1947 eine Übereinkunft mit dem französischen Militär, welche die Kooperation zwischen den Hoa Hao und der französischen Kolonialmacht formalisierte. Er schrieb sich selbst den Titel eines Generals zu und richtete sein Hauptquartier in der Provinz Cần Thơ ein. Die französischen Streitkräfte unterstützen seine Miliz mit Waffenlieferungen. Seine Miliz kontrollierte während des Indochinakriegs mit der Provinz Can Tho und Teilen Long Xuyens einen der fruchtbarsten Bereiche des Mekongdeltas und finanzierte sich durch Wegzoll und Abgaben der Bevölkerung im Einflussgebiet der Miliz. Sowohl bei den französischen Kolonialbehörden als auch der vietnamesischen Bevölkerung waren die Hoa Hao für das Abpressen irregulärer Abgaben berüchtigt. Die Milizionäre versorgten sich routinemäßig durch Abpressung von Naturalien der örtlichen Bevölkerung.
1953 wurde er von Staatschef Bảo Đại zum Generalmajor ernannt. Er hintertrieb jedoch Versuche seine Miliz in die Streitkräfte des mit Frankreich assoziierten Staates Vietnam direkt einzugliedern. Diese umfassten 1953 knapp 10.000 Soldaten.
Mit dem Aufstieg von Ngo Dinh Diem wurden die Sekten in der südvietnamesischen Politik entmachtet. Tran Van Soai setzte sich 1956 zur Ruhe. Er starb 1961.